# Parque Olímpico (Paraguay)
El Parque Olímpico es un complejo deportivo ubicado en Luque, Paraguay. Es propiedad del Comité Olímpico Paraguayo, y se inauguró el 1 de junio de 2017. La construcción tuvo una inversión de más de 59.000 millones de guaraníes. 
Cuenta con un Centro de Entrenamiento Olímpico, una pista sintética de atletismo, polideportivo multiuso, complejo de tenis, canchas de voleibol y fútbol de playa y el polígono de tiro.
El parque albergó la Copa Mundial de Fútbol Playa FIFA 2019. En 2022 fue una de las principales sedes de los Juegos Suramericanos de 2022 y será así también de los Juegos Panamericanos Junior de 2025.

## Instalaciones
- Asociación Paraguaya de Fútbol
- Asociación Paraguaya de Golf
- Bochódromo
- Canchas de Pádel
- Canchas de Tenis
- Centro Acuático Olímpico
- Centro de Ciencias Aplicadas al Deporte
- Centro de Entrenamiento Olímpico
- Centro Nacional de Hockey
- Centro Nacional de Tiro con Arco
- Estadio Héroes de Curupayty
- Estadio Mundialista Los Pynandi
- COP Arena Oscar Harrison
- Hotel Olímpico
- Pista de Atletismo
- Pista de BMX
- Polígono de Tiro
- Centro Nacional de Patinaje Velocidad
- Skatepark Olímpico
- Velódromo Olímpico Nacional